# لامبورگینی پورتوفینو
لامبورگینی پورتوفینو (به انگلیسی: Lamborghini Portofino) یک خودروی مفهومی است که توسط کوین وردین یکی از طراحان ارشد کرایسلر برای لامبورگینی توسعه یافته‌است. این خودرو که در سال ۱۹۸۷ در نمایشگاه خودرو فرانکفورت معرفی شد، یک سدان اسپورت چهار در و چهار صندلی کاملاً کاربردی بود.

## طراحی
در سال ۱۹۸۶، کوین وردین یک مدل خودروی مفهومی برای کرایسلر به نام ناواهو طراحی کرد. این مفهوم هرگز فراتر از مرحله مدل سفالی نرفت، اما زمانی که کرایسلر اتومبیلی لامبورگینی اس.پی. ای را خریداری کرد. در سال ۱۹۸۷، این طرح دوباره احیا شد و با برخی تغییرات نسبتاً جزئی، به پورتوفینو تبدیل شد.
پورتوفینو توسط کاجیولا از تورین ایتالیا بر روی شاسی‌بلند شده جالپا ساخته شده‌است که به این خودرو طرح دیفرانسیل عقب موتور وسط می‌دهد. همچنین از موتور ۳٫۵ لیتری وی۸ آب خنک و جعبه‌دنده ۵ سرعته دستی جالپا استفاده کرده‌است. این موتور می‌توانست تا ۷٬۰۰۰ دور در دقیقه با ۶۴٫۶ اسب بخار در لیتر بچرخد. جالب‌ترین ویژگی پورتوفینو درهای قیچی دوگانه بود که محفظه سرنشین بدون ستون را در بر می‌گرفت. درهای جلو مانند کانتاش لامبورگینی به جلو و بالا می‌چرخیدند. عقب نیز به سبک قیچی بود، اما به سمت بالا به سمت عقب می‌چرخید. لوگوی روی کاپوت گاو لامبورگینی را در داخل کرایسلر پنتااستار نشان می‌داد.
درحالی‌که پورتوفینو یک خودروی مفهومی بی‌نظیر بود و درحالی‌که مالکیت کرایسلر بر لامبورگینی دوام نمی‌آورد، طراحی مفهومی خودروهای کرایسلر را برای دو دهه آینده اطلاع‌رسانی کرده و تحت تأثیر قرار می‌دهد. نمای پهن و پایین و فضای داخلی با پلان باز به مشخصه خودروهای بدنه کرایسلر LH و استاندارد طراحی «کابین رو به جلو» آنها تبدیل خواهد شد (که به‌طور گسترده به این ترتیب به بازار عرضه شد). چراغ‌های جلو مثلثی و نشانگرهای عقب دوتایی مستقیماً به نسل اول دوج اینترپید راه پیدا می‌کنند و به عنوان نکات کلیدی طراحی در سراسر وجود آن خودرو عمل می‌کنند.

## نمونه اولیه
تنها نمونه اولیه پورتوفینو، شاسی #LC0001، تولید شد. در سال ۱۹۹۱ در یک تصادف در حین حمل و نقل به‌شدت آسیب دید. با این حال، کرایسلر آن را توسط سازندگان فلز در کاستا مسا، کالیفرنیا به قیمت ۳۰۰٬۰۰۰ دلار بازسازی کرد، و اکنون در دفتر مرکزی کرایسلر در آبرن هیلز، میشیگان به نمایش گذاشته شده‌است. از ۱۵ نوامبر ۲۰۲۰ تا ۹ ژانویه ۲۰۲۲، پورتوفینو یکی از ۱۲ وسیله نقلیه‌ای بود که در مؤسسه هنر دیترویت، بخشی از نمایشگاه ویژه‌ای با عنوان «سبک دیترویت: طراحی خودرو در شهر موتور، ۱۹۵۰–۲۰۲۰» به نمایش گذاشته شد.
پورتوفینو به‌خاطر نمونه‌ای اولیه از طراحی جلو کابین قابل‌توجه بود، و بسیاری از جنبه‌های طراحی آن، آن را به پلتفرم کرایسلر LH تبدیل کرد که در ابتدا شامل کرایسلر کنکورد، دوج اینترپید و ایگل ویژن بود.